# Theoretische Astronomie
Die Theoretische Astronomie besteht in der Anwendung mathematischer Modelle, um Bewegungen und Eigenschaften von Himmelskörpern und deren Physik, Chemie und Entwicklung zu untersuchen. Andere wichtige bzw. angrenzende Fachbereiche sind die Kern- und Astrophysik, die Astrometrie (Positionsastronomie), die Himmelsmechanik, die Stellarstatistik und die Kosmologie. Für die Bestätigung der theoretischen Modelle ist oft auch die Entwicklung neuartiger Messinstrumente und Sensoren wesentlich, z. B. zum Nachweis der Gravitationswellen.

## Erste Schritte zu theoretisch-astronomischen Modellen
Als erstes Werk theoretischer Astronomie können einige Bände des Almagest von Ptolemäus gelten. Pionier des Fachs im heutigen Sinn ist Johannes Kepler (1571–1630) und seine Methodik, die Kepler-Gesetze der Planetenbewegung herzuleiten und die mögliche Existenz unsichtbarer Himmelskörper – gefolgt von Isaac Newton mit dem Gravitationsgesetz, den verfeinerten Methoden der Bahnbestimmung von Heinrich Olbers und der Entwicklung genauer Bezugsysteme durch Simon Newcomb. Zu den bedeutendsten Theoretikern der Astronomiegeschichte ist auch Arthur Eddington zu zählen, der um 1930 erstmals das Innere von Sternen durch mathematisch-physikalische Modelle erforschte.
Wegen der großen durch beobachtende Astronomie anfallenden Datenmengen war die Himmelskunde unter den ersten Wissenschaften, die Computer in großem Maß einsetzten. Dementsprechend liegt in numerisch-theoretischen Modellen ein Großteil der heutigen Arbeitstechniken.

## Integration von Physik und Astrophysik
Die Astronomie hat wesentliches zum tieferen Verständnis der Physik beigetragen und ist oft ein "Labor" für energiereiche, auf der Erde nicht untersuchbare Vorgänge. Umgekehrt hilft die "terrestrische" Physik, astronomische Phänomene zu erklären und rechnerisch zu modellieren. Typische Beispiele sind die Theorie der Mondbahn, die thermonukleare Energiequellen im Sonnenkern oder die Entwicklung großer Strukturen des Universums.
Die Integration von Astronomie und Physik beinhaltet unter anderem:
| Physikalische Interaktion                      | Astronomisches Phänomen |
| Elektromagnetismus:                            | Beobachtungen im elektromagnetischen Spektrum |
| Thermische Strahlung, Schwarzkörperstrahlung   | Licht- und Wärmestrahlung |
| Synchrotronstrahlung                           | astronomische Radio- und Röntgenquellen |
| Beschleunigung geladener Teilchen              | Kosmische Strahlung, aktive Galaxienkerne, Pulsare                                                                                                |
| Absorption und Streuung                        | Interstellare Materie |
| Kernphysik, Starke und schwache Wechselwirkung | Nukleosynthese in Sternen |
|                                                | Supernovae |
| Pauli-Prinzip                                  | Neutronensterne |
| Relativitätstheorie                            | frühes Universum |
| Gravitation                                    | Bahnen von Planeten, Satelliten und Doppelsternen, Struktur des Universums, N-Körper-Theorie in Sternhaufen und Galaxien, Expansion des Weltalls. |

## Astrochemie

### Derzeitige Forschungsthemen und Methoden
Theoretische Astronomen benützen eine Vielzahl von Tools – darunter besonders häufig analytische Modelle von Prozessen und computergestützte numerische Simulationsrechnungen. Erstere können Einblicke in innere Vorgänge geben, während numerische Simulationen oft der einzige Weg sind, unerklärlichen Phänomenen näherzukommen.
Die Wissenschaftler entwerfen theoretische Modelle und arbeiten heraus, was die beobachtbaren Konsequenzen dieser  Modellrechnungen sind. So können sie unzutreffende Modelle widerlegen oder zwischen alternativen Modellen unterscheiden.
Neue Messergebnisse führen dazu, Modelle zu modifizieren und den Beobachtungen anzupassen. Wie in anderen Naturwissenschaften bewährt es sich auch hier, zunächst möglichst geringe Änderungen des Modells oder seiner Parameter vorzunehmen. Erst wenn zahlreiche Inkonsistenzen auftreten, muss das Modell gänzlich verworfen werden.
Wichtige Arbeitsgebiete sind derzeit:
- Stellardynamik und Sternentwicklung
- Dynamik und Struktur der Milchstraße
- großräumige Massenverteilung im Universum
- Ursprung der kosmischen Strahlung
- Allgemeine Relativität, physikalische Kosmologie und Teilchenphysik.

Die astrophysikalische Relativität erlaubt, die Großstrukturen abzuschätzen, welche von der Gravitation entscheidend geprägt werden, ebenso wie die Dunkle Materie und die Theorie der Gravitationswellen.

## Astronomische Modelle
Weitgehend geklärte und akzeptierte Modelle sind solche zu den Phänomenen der Supernovae, zum Urknall (Big Bang) und zur anfänglichen kosmischen Inflation. Auch weitere für die Astrophysik und Kosmologie fundamentale physikalische Theorien sind anerkannt, bei der Dunklen Materie allerdings nur ihre vermutliche Existenz. 
Einige Beispiele solcher Forschungsthemen und -Modelle sind:
| Physikalischer Prozess           | Experimenteller Zugang       | Theoretisches Modell           | erklärt/prädiziert                     |
| Gravitation                      | Radioteleskope               | Self-gravitating System        | Sternentstehung                        |
| Kernfusion                       | Spektroskopie                | Sternentwicklung               | Stellare Strahlung und Metall-Synthese |
| Urknall                          | Hubble Space Telescope, COBE | Expandierendes Universum       | Weltalter                              |
| Quantenfluktuationen             |                              | Kosmische Inflation            | Flachheitsproblem                      |
| Gravitationskollaps              | Röntgenastronomie            | Allgemeine Relativitätstheorie | Schwarzes Loch in der Andromedagalaxie |
| CNO-Zyklus im Innern von Sternen |                              |                                |                                        |

## Spezielle Forschungsbereiche

### Theoretische Astrophysik und Astrochemie
Beispiele für aktuelle Forschungsthemen sind:
- Stellare Photosphären, Planeten-Atmosphären, Sonnenwind
- Interplanetare organische Materie, Koma von Kometen
- interstellare Materie, Turbulenz-Theorien, Gasnebel
- Supernova-Radioaktivität und Staubbildung
- Thermodynamik Schwarzer Löcher
- Schwache Wechselwirkung, massereiche Isotope